# Тридесет три водопада
Тридесет три водопада или Џегошки водопади (рус. 33 водопада, Джегошские водопады) касакада је водопада формираних у кориту потока Џегош, на југозападу европског дела Руске Федерације. Водопади се налазе на територији Сочинског округа Краснодарског краја, у басену реке Шахе, на око 4 км северније од села Бољшој Кичмај. Максимална висина водопада је 12 метара. 
Водопади се налазе на територији Сочинског националног парка и имају статус заштићеног споменика природе. Један од симбола локалитета је и стабло дрвета Liriodendron, атипично за то подручје, а које је пре више од стотину година, током боравка на том простору засадио руски генерал и државник Николај Рајевски.